# Poecilopsetta natalensis
Poecilopsetta natalensis is een straalvinnige vissensoort uit de familie van schollen (Pleuronectidae). De wetenschappelijke naam van de soort is voor het eerst geldig gepubliceerd in 1931 door Norman.